# Agente adsorbente

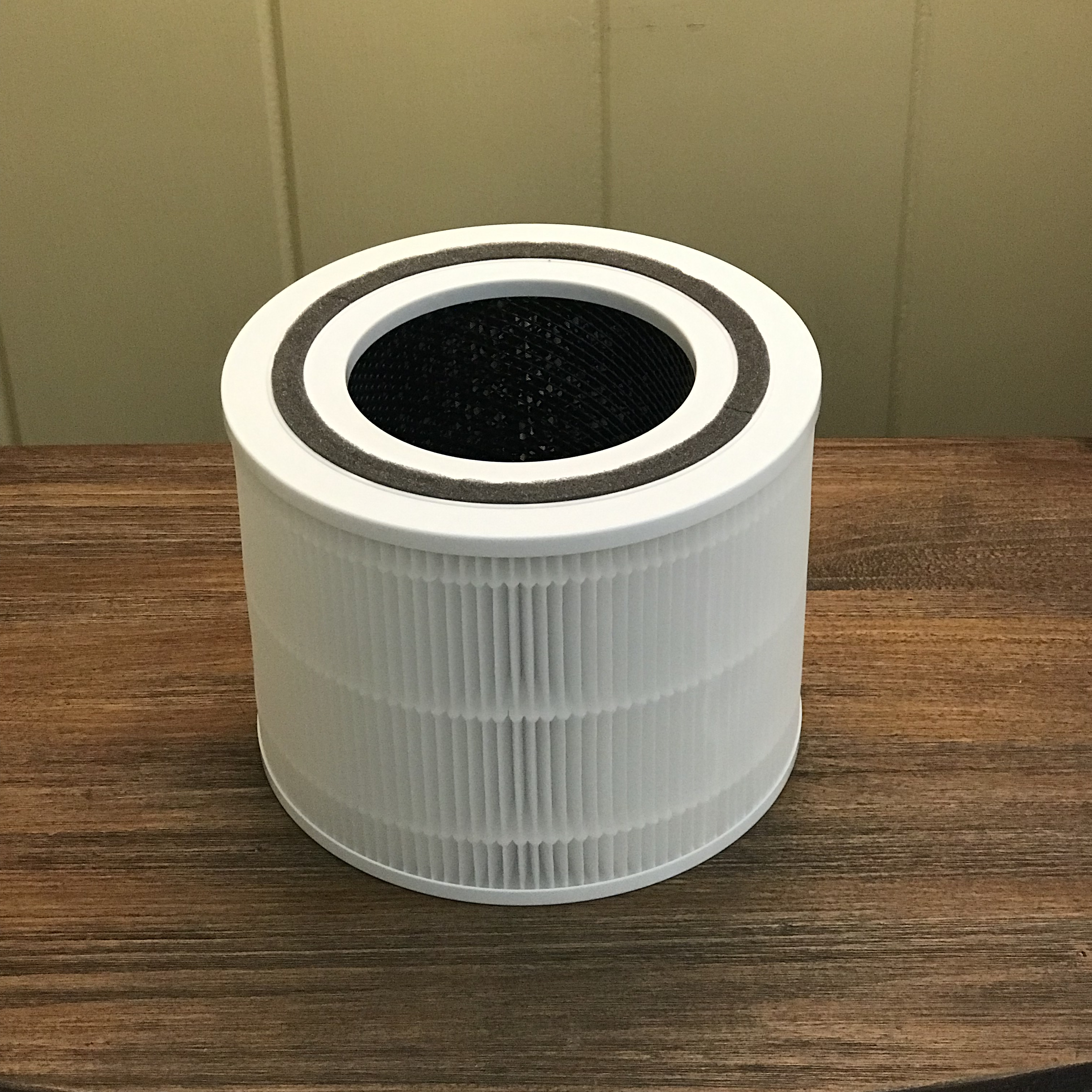
Filtro purificador de alta eficacia de aire (HEPA) con carbón activo como adsorbente en su interior.

Un adsorbente es un sólido que tiene la capacidad de retener sobre su superficie un componente presente en corrientes líquidas o gaseosas. Se caracterizan por una alta superficie específica y por su inercia química frente al medio en el que se van a utilizar.
La adsorción es un proceso por el cual átomos, iones o moléculas son atrapadas o retenidas en la superficie de un material, en contraposición a la absorción, que es un fenómeno de volumen. Esta operación básica tiene numerosas aplicaciones, tanto a nivel médico como industrial o de remediación medioambiental.

## Grupos principales
Existen dos categorías principales de adsorbentes según su uso y modo de administración, a nivel médico. Algunos polvos de aplicación externa, como la greda, también pueden usarse administrándose por vía oral; del mismo modo, algunos polvos de uso gastrointestinal pueden usarse externamente, como el caolín. La acción física en ambos grupos es la misma.

### Polvos para aplicación externa
Son de utilidad al aplicándose en la piel donde ejercen una acción protectora, en úlceras y heridas. Actúan protegiendo contra la irritación debida a fricción. Tienen un efecto refrescante al proporcionar un área extra para la pérdida de calor, secan la piel por adsorción de agua y adsorben sustancias tóxicas. Los polvos más comúnmente usados son los que a continuación se indican:
- Almidón. Se obtiene del maíz, trigo, patata y arroz. El almidón de calidad farmacéutica y contemplada en las principales farmacopeas es un  polvo fino y blanco. Si se deja sobre la piel, se descompondrá después de que haya adsorbido el agua y se haya convertido en una masa. Esto se previene mediante frecuentes lavados y aplicaciones de almidón fresco. Si se adiciona ácido bórico al 5 por ciento se inhibe el enranciamiento del almidón.

- Talco. El talco de calidad farmacéutica es un silicato de magnesio nativo hidratado, que se presenta como un polvo cristalino muy fino, blanco o blanco grisáceo, sin arenillas, que se esparce fácilmente y que se adhiere sobre la piel con facilidad.

- Carbonato de calcio (CaCO3). También se le conoce como greda. Es una sustancia muy abundante en la naturaleza, formando rocas, como componente principal y es el principal componente de las conchas. Es un polvo muy fino, blanco y microcristalino. Este, en forma de comprimidos, es utilizado como reponedor del calcio corporal y como antiácido.

- Estearato de zinc. En realidad es un jabón de cinc, que usualmente contiene algo de palmitato de zinc, así como estearato. Es un polvo amorfo, ligero, blanco que tiene la propiedad de adherirse a la superficie de la piel. Varios polvos para niños contienen una parte de estearato de zinc y dos partes de talco. Es parte de muchos polvos cosméticos también.

### Adsorbentes gastrointestinales
Éstos se administran vía oral y se usan como antídotos para algunos casos de envenenamiento y como antidiarréicos. Se usan médicamente para fijar venenos como alcaloides que han sido deglutidos con el objeto de retrasar e inhibir su absorción hacia el torrente sanguíneo. Otro uso es para absorber toxinas que producen diarrea. Los adsorbentes gastrointestinales comúnmente usados son los que se mencionan a continuación:

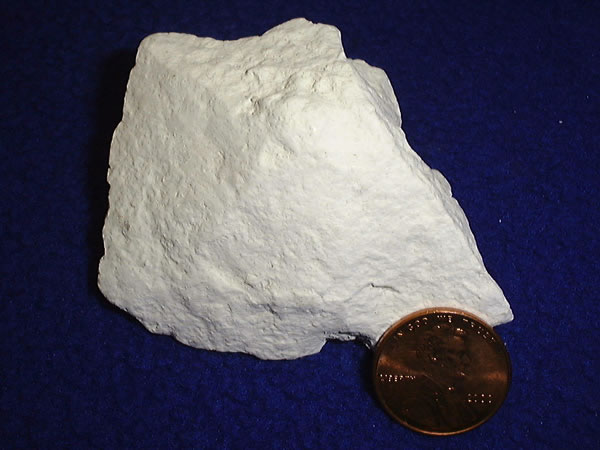
Caolín.

- Caolín (Al2 Si2O5(OH)4). Es un silicato de aluminio nativo hidratado formado por la descomposición de feldespato y otros silicatos de aluminio. Es un polvo blanco, muy fino. El caolín de calidad farmacéutica está libre de arenillas. En la diarrea aguda y en la disentería bacteriana se administra en dosis que van desde los 15 a 60 gramos a intervalos de 6-8 horas de 5 - 10 días.

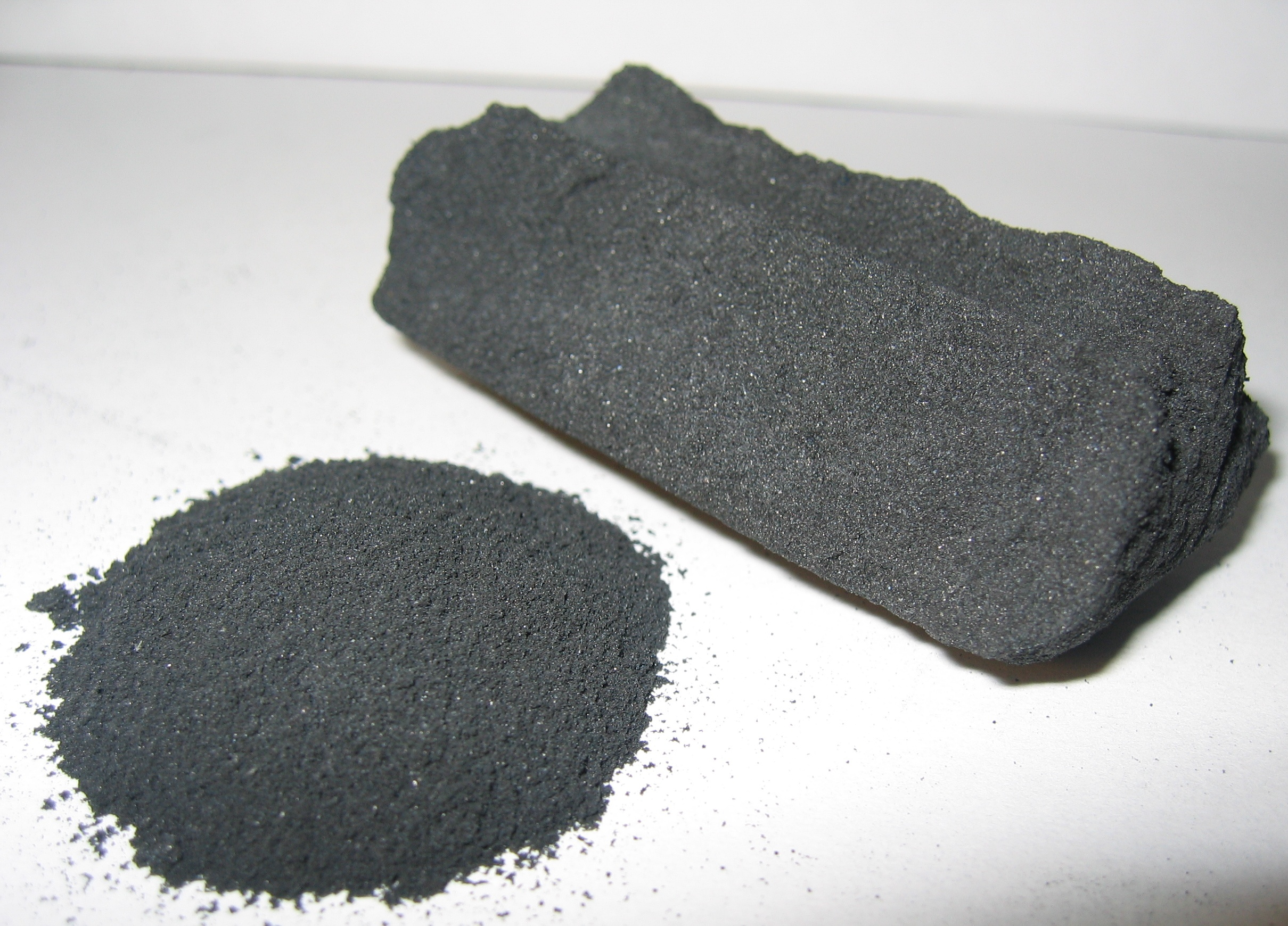
Carbón activado.

- Carbón activado. El carbón activado es utilizado para tratar envenenamientos y sobredosis por ingestión oral. Previene la absorción del veneno en el estómago. La dosificación típica para un adulto es de 25 a 50 gramos. Las dosis pediátricas son de 25 a 50 gramos. El uso incorrecto de este producto puede producir broncoaspiración (ingreso a los pulmones) y puede dar lugar a un desenlace fatal si no es controlado. Para el uso fuera del hospital, se presenta en comprimidos de un gramo, o en tubos o botellas plásticas, comúnmente de 12,5 o 25 gramos, premezclados con agua.
- Trisilicato de magnesio (2MgO 3SiO2 H2O). Es un polvo fino, blanco, inodoro, insípido. Se usa en dosis de 0,3 a 2 gramos en suspensión o en comprimidos de 0,3 o 5 gramos. Es principalmente un adsorbente de ácido aunque también es útil en disentería bacteriana.

- Datos: Q2137028